# 韩云萍
韩云萍（？—），女，中华人民共和国政治人物，曾任安徽省高级人民法院院长，二级大法官，中国女法官协会副会长。